# (320) Katharina
(320) Katharina ist ein Asteroid des äußeren Hauptgürtels, der am 11. Oktober 1891 vom österreichischen Astronomen Johann Palisa an der Universitätssternwarte Wien entdeckt wurde.
Der Asteroid ist benannt zu Ehren der Mutter des Entdeckers, Katharina, geb. Pohl.
Aufgrund ihrer Bahneigenschaften wird (320) Katharina zur Eos-Familie gezählt.

## Wissenschaftliche Auswertung
Eine Auswertung von Beobachtungen durch das Projekt NEOWISE im nahen Infrarot führte 2011 für (320) Katharina zu vorläufigen Werten für den Durchmesser und die Albedo im sichtbaren Bereich von 23,7 km bzw. 0,15. Nachdem die Werte nach neuen Messungen mit NEOWISE 2012 auf 24,1 km bzw. 0,23 geändert worden waren, wurden sie 2014 auf 23,4 km bzw. 0,15 korrigiert.
Eine photometrische Durchmusterung im Rahmen der Palomar Transient Factory (PTF) am Palomar-Observatorium in Kalifornien ab 2009 führte in einer Untersuchung von 2015 zur Bestimmung der Rotationsperiode von (320) Katharina mit einem Wert von etwa 6,893 h. Aus thermischen Infrarot-Daten wurde außerdem ein Durchmesser von 23,7 ± 0,3 km abgeleitet.
Mit dem Weltraumteleskop Transiting Exoplanet Survey Satellite (TESS) konnten während dessen Durchmusterung des Südhimmels 2018 bis 2019 auch Objekte des Sonnensystems beobachtet werden. Dabei wurden auch die Lichtkurven von fast 10.000 Asteroiden aufgezeichnet. Für (320) Katharina wurde aus Messungen etwa vom 3. bis 27. Februar 2019 eine Rotationsperiode von 6,89004 h erhalten. Eine Durchmusterung im Rahmen der Yunnan-Hong Kong Wide Field Photometric (YNHK) Survey vom 19. Februar bis 21. März 2020 an der Beobachtungsstation Lijiang des Astronomischen Observatoriums Yunnan in China wurde für (320) Katharina zu einer Rotationsperiode von 6,90 h ausgewertet.
Aus archivierten Daten des Asteroid Terrestrial-impact Last Alert System (ATLAS) aus dem Zeitraum 2015 bis 2018 wurden in einer Untersuchung von 2020 mit der Methode der konvexen Inversion für ein dreidimensionales Gestaltmodell des Asteroiden zwei alternative Rotationsachsen mit prograder Rotation und einer Periode von 6,89207 h bestimmt. Aus den Daten von ATLAS konnte in einer Untersuchung von 2022 mit der Methode der konvexen Inversion noch einmal eine Rotationsperiode von 6,89209 h bestimmt werden.